# Gare d'Yffiniac
La gare d'Yffiniac est une gare ferroviaire française de la ligne de Paris-Montparnasse à Brest, située au lieu-dit Gare d'Yffiniac, sur le territoire de la commune d'Yffiniac, dans le département des Côtes-d'Armor en région Bretagne.
Elle est mise en service en 1863 par la compagnie des chemins de fer de l'Ouest.
C'est une halte voyageurs de la Société nationale des chemins de fer français (SNCF) qui est desservie par des trains express régionaux TER Bretagne. Elle est à 91 kilomètres de Rennes.

## Situation ferroviaire
Établie à 52 mètres d'alititude, la gare d'Yffiniac est située au point kilométrique (PK) 464,954 de la ligne de Paris-Montparnasse à Brest entre les gares de Lamballe et de Saint-Brieuc.

## Histoire
Yffiniac est une commune de 2 295 habitants lors de la création de cette huitième station de la section de Rennes à Saint-Brieuc, située à 600 mètres du bourg principal. Elle est mise en service par la compagnie des chemins de fer de l'Ouest, le 7 septembre 1863, lors de l'inauguration de la section de Rennes à Guingamp de la ligne de Paris-Montparnasse à Brest. Cette ligne possède quatre kilomètres de linéaire sur le territoire de la commune ; sa voie à écartement normal le traverse selon un axe est-ouest, alternant fossés et remblais, avec trois ponts. La gare est édifiée à l'écart du bourg au lieu-dit Haut Penan, renommé La Gare d'Yffiniac.
Le bâtiment de la gare est détruit le 20 décembre 2010 après avoir été abandonné depuis près de quinze ans. Dans son communiqué de presse du 20 décembre 2010, la région Bretagne indique avoir prévu la rénovation de la halte TER dans le cadre de son programme « gare jardin ». Une somme de 215 000 € va permettre notamment l'amélioration du mobilier (abris, bancs, etc.) et de l'environnement (plantations).

## Fréquentation
De 2015 à 2023, selon les estimations de la SNCF, la fréquentation annuelle de la gare s'élève aux nombres indiqués dans le tableau ci-dessous.
| Année     | 2015   | 2016   | 2017   | 2018   | 2019   | 2020   | 2021   | 2022   | 2023   |
| --------- | ------ | ------ | ------ | ------ | ------ | ------ | ------ | ------ | ------ |
| Voyageurs | 36 880 | 39 188 | 33 222 | 27 911 | 28 784 | 19 066 | 22 024 | 29 106 | 29 110 |

## Service des voyageurs

### Accueil
Halte SNCF, c'est un point d'arrêt non géré (PANG).Elle dispose de deux quais avec abris et panneaux d'informations.
Une passerelle permet la traversée des voies et le passage d'un quai à l'autre.

### Desserte
Yffiniac est desservie par des trains TER Bretagne des relations Rennes – La Brohinière – Saint-Brieuc et Rennes – Dinan – Saint-Brieuc.

### Intermodalité
Un parc pour les vélos y est aménagé.